# Лядовський Усікновенський скельний чоловічий монастир
На честь Усікновення глави Іоана Предтечі чоловічий монастир — чоловічий монастир УПЦ МП, розташований на скельній терасі 90-метрової гори, що височіє над Дністром на його лівому березі, біля села Лядова (Вінницька область, Україна).

## Історія монастиря

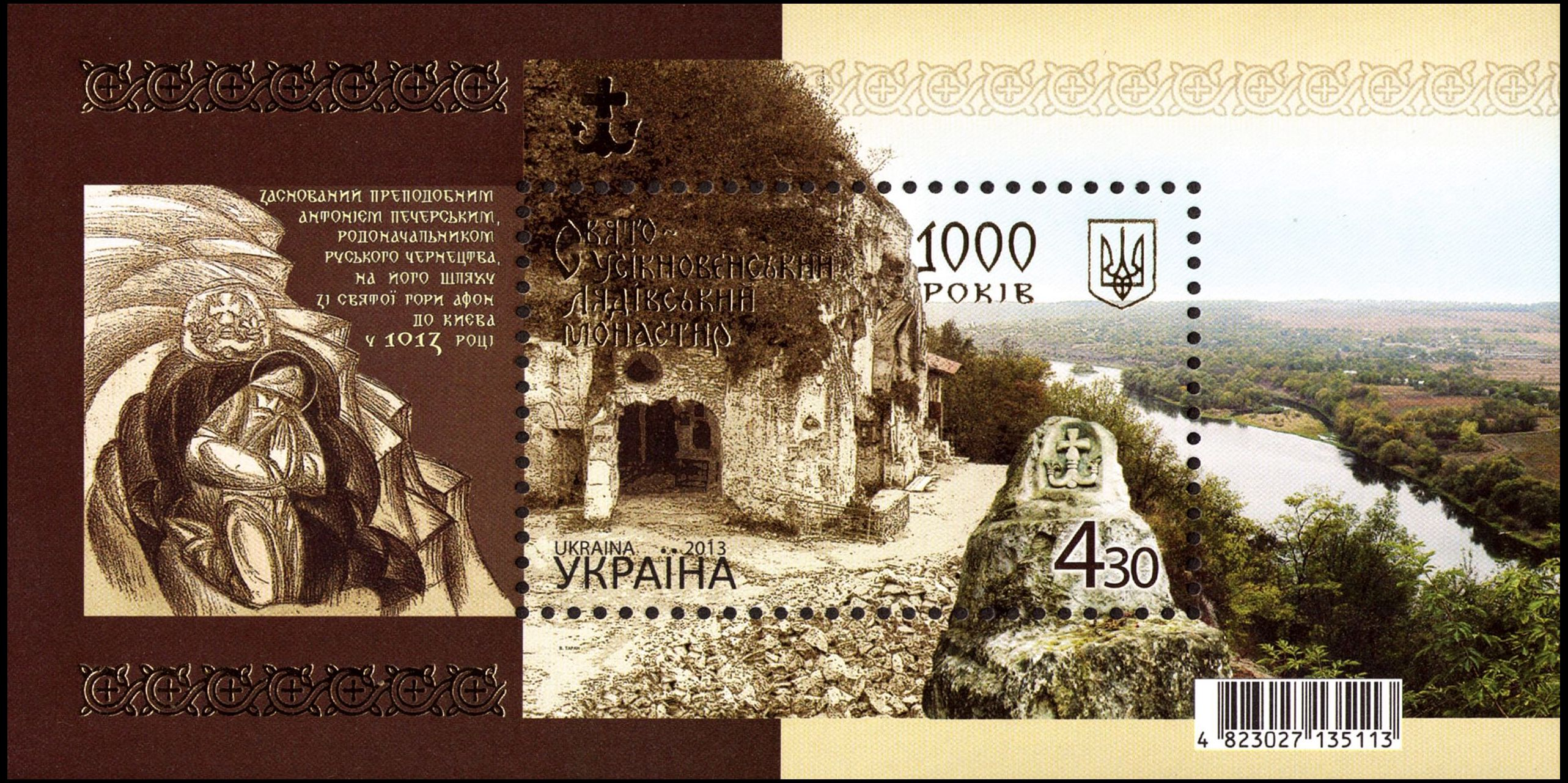
Поштовий блок, випущений до тисячоліття монастиря. Укрпошта, 2013 р.

За переказом, заснований 1013 року святим Антонієм Печерським, який вертався з Афону й Царгороду до Києва. Він нібито сам собі вирубав у скелі келію, яка й досі носить його ім'я (це місце є особливо шанованим у монастирі; її зовнішній вигляд залишається незмінним протягом останнього тисячоліття). В пам'ять про нього в монастирі є також «Антонієве джерело».
Перша літописна згадка про монастир належить до 1159 року (розповідь про похід князя Івана Берладника на Пониззя).
Після османського завоювання Поділля (1672) монастир на 27 років призупинив своє існування. Після вигнання османів на території монастиря були освячені дві нові скельні церкви — Усікновення голови святого Іоанна Предтечі і Святої Великомучениці Параскеви П'ятниці.
У XVIII столітті монастир прийняв унію і належав василиянам. Його закрили 1745 року.
У XIX столітті монастир відновлено як православний. У той час монастирський ансамбль складався з трьох печерних церков: Усікновення голови Іоанна Предтечі, Параскеви П'ятниці й Антонія Печерського.
Церкви Іоанна Предтечі та Параскеви П'ятниці були розміщені у двох суміжних ґротах зі складною в плані конфігурацією та з'єднані проходом. 1848 року до церкви Іоанна Предтечі прибудували приділ, верхній ярус якого був за дзвіницю. Поруч з цими церквами була розташована ґрот-церква Антонія Печерського (1894).
Наприкінці XIX століття печери були закриті новою парафіяльною церквою святого Миколи — двоповерховою квадратною спорудою з низьким восьмигранним верхом.
У ті часи монастир славився стародавньою чудотворною іконою «Віднайдення голови Іоанна Предтечі».
У 1930-х роках головні монастирські церкви зруйнували і сплюндрували більшовики. Частину монастирських книг та ікон передали церкві села Слобода-Яришівська, а частину їх (в тому числі унікальні ікони, написані на цинкових пластинах київським художником Дудкевичем) було розкрадено і безповоротно втрачено.
1998 року монастир відновила група ченців Почаївської лаври.
Околиці монастиря славляться джерелами цілющої води.
22 жовтня 2022 року під час масованого ракетного обстрілу України російськими військами від вибухової хвилі однієї зі збитих ракет загинув однин із ченців. Вибухова хвиля вибила вікна, пошкодила іконостас і скинула панікадило.

## Галерея

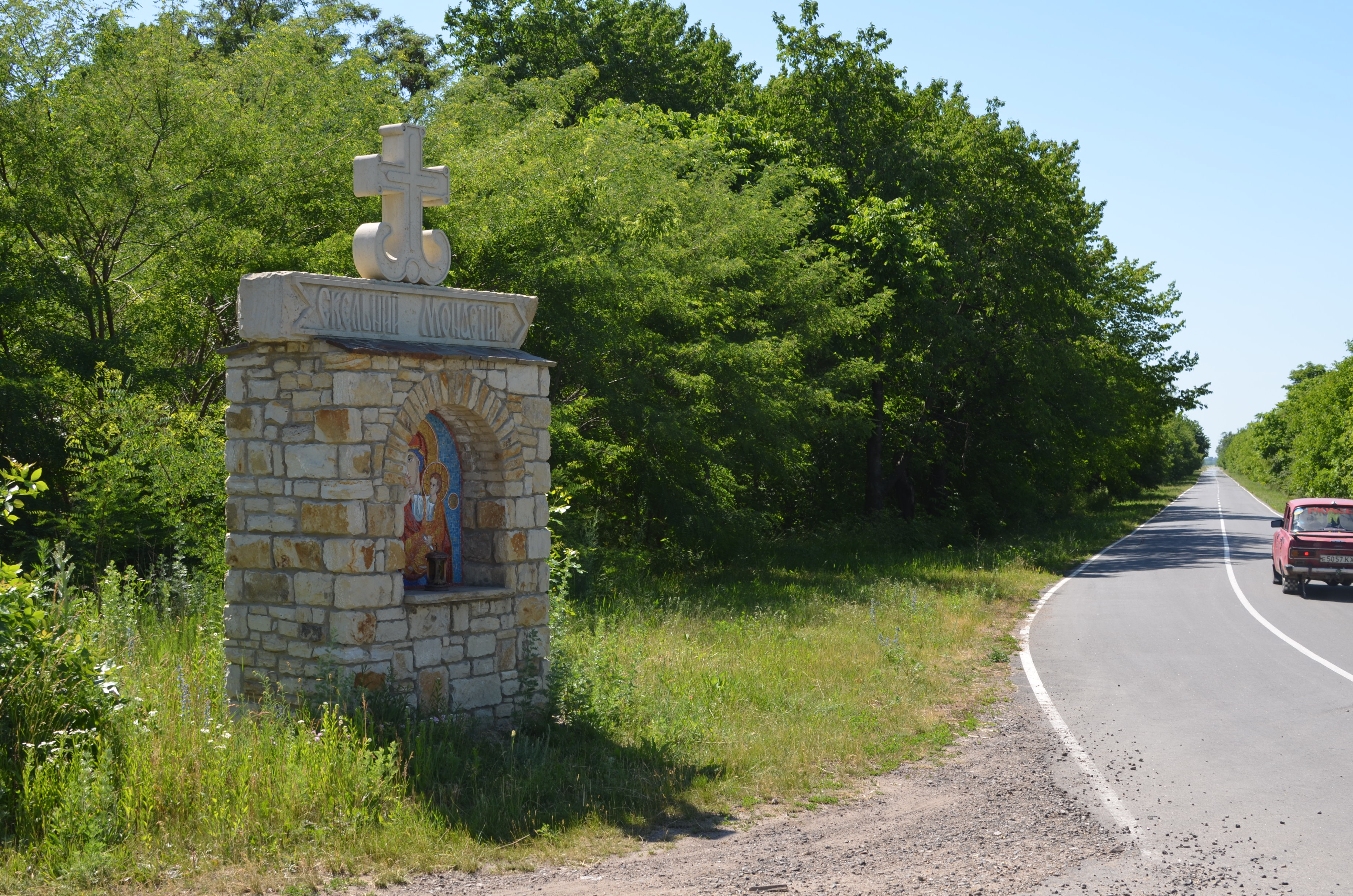
Дорога до монастиря
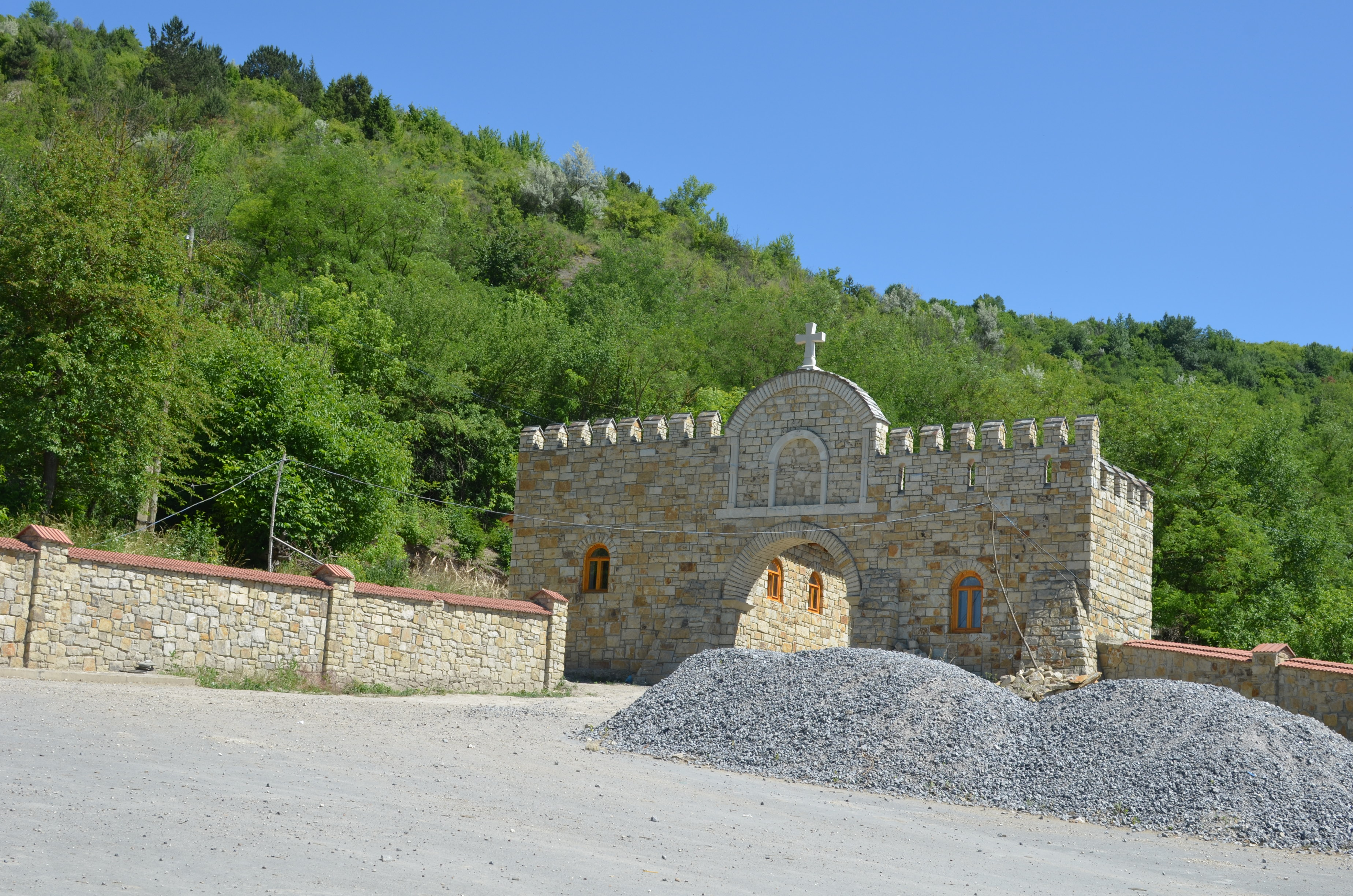
Початок підйому до монастиря
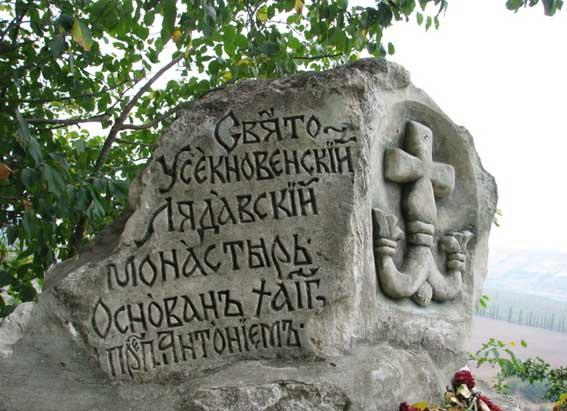
Кам'яна таблиця
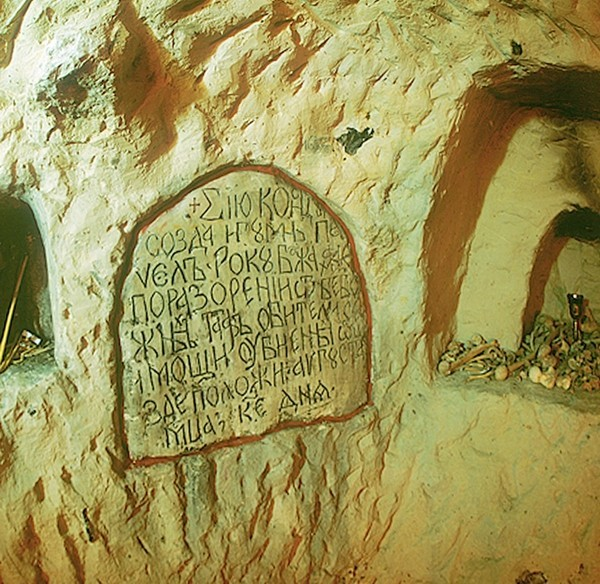
Скельні написи
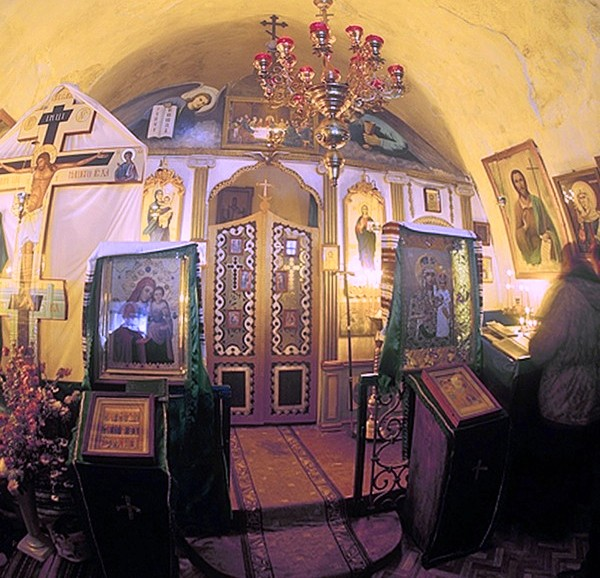
Всередині монастиря
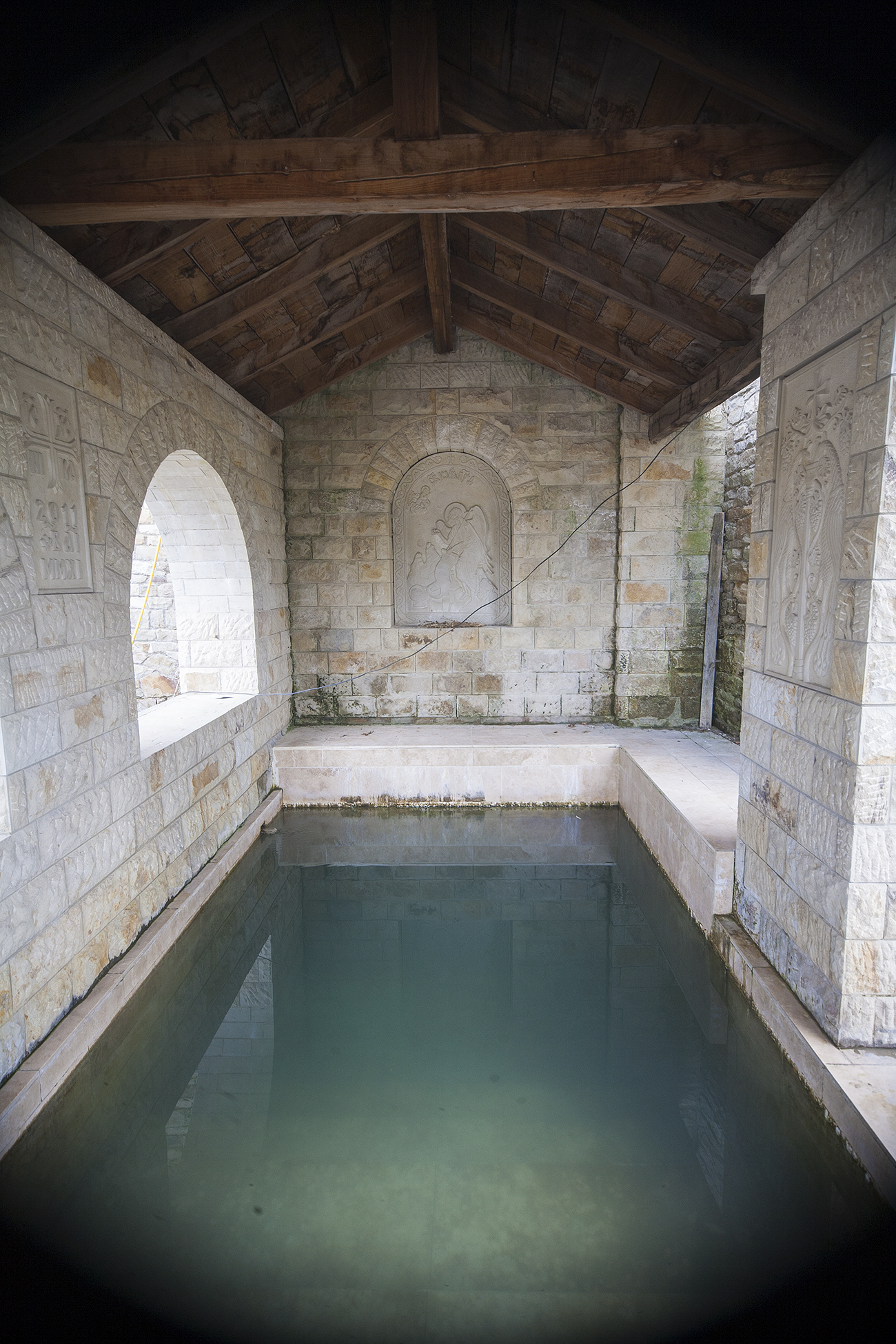
Скельний монастир, Лядова, деталі
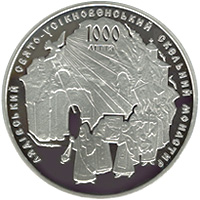
Пам'ятна срібна монета  із серії «Духовні скарби України»